# Sami inari
El sami de Inari (anarâškielâ) es una lengua sami hablada por cerca de 250 personas en la comuna de Inari, en la región de Laponia, al norte de Finlandia. Los primeros libros en esta lengua fueron "Anar sämi kiela aapis kirje" y el catecismo "Doctor Martti Lutherus Ucca katkismus", ambos publicados en 1859 por Edvard Wilhelm Borg. En 1906 se comienza a traducir la Biblia. Actualmente, la lengua está seriamente amenazada porque los niños no la aprenden en casa. Sin embargo, existe una asociación, Anarâškielâ Servi (Asociación de la Lengua Sami de Inari), cuyo objetivo es la promoción y el uso del idioma,finés, Amoc, que canta en esta lengua.

## Casos gramaticales
El Sami Inari conoce nueve casos: nominativo, genitivo, acusativo, locativo, ilativo, comitativo, abesivo, esivo y partitivo. El genitivo y el acusativo tienen a menudo la misma terminación. El Partitivo es improductivo y a menudo se emplea sólo en el singular.

## Pronombres
Los pronombres personales del sami Inari distinguen tres números: singular, dual y plural.
| Persona | Sami Inari | Español      |
| ------- | ---------- | ------------ |
| 1. Sg.  | mun        | yo           |
| 2. Sg.  | tun        | tú           |
| 3. Sg.  | sun        | él/ella      |
| 1. Du.  | muoi       | nosotros dos |
| 2. Du.  | tuoi       | vosotros dos |
| 3. Du.  | suoi       | ellos dos    |
| 1. Pl.  | mij        | nosotros     |
| 2. Pl.  | tij        | vosotros     |
| 3. Pl.  | sij        | ellos        |

## Escritura
El sami inari es escrito con una versión extendida del alfabeto latino en el siguiente orden:
| A a | Á á | Ä ä | Â â | B b | C c | Č č | D d |
| Đ đ | E e | F f | G g | H h | I i | J j | K k |
| L l | M m | N n | Ŋ n | O o | P p | R r | S s |
| Š š | T t | U u | V v | Y y | Z z | Ž ž |     |

Además, las letras Q/q, W/w, X/x, Å/å, Ö/ö son también usadas para palabras de origen extranjero.

## Literatura
- Erkki Itkonen: Inarilappisches Wörterbuch. Lexica societatis fenno-ugricae: 20. Suomalais-ugrilainen seura. Helsinki. ISBN 951-9019-94-4.
- Pekka Sammallahti, Matti Morottaja: Säämi-suoma sänikirje. Inarinsaamelais-suomalainen sanakirja. Girjegiisá. Ykkösoffset Oy, Vaasa 1993. ISBN 951-8939-27-6.
- Marja-Liisa Olthuis: Kielâoppâ. [Inari] : Sämitigge, 2000.
- Kari Østmo: Sämikielâ vieres kiellân vuáðuškoovlâst. Helsinki : Valtion painatuskeskus, 1988.